# Boulengerula boulengeri
Espèce
Statut de conservation UICN

 LC  : Préoccupation mineure
Boulengerula boulengeri est une espèce de gymnophiones de la famille des Herpelidae.

## Répartition
Cette espèce est endémique de Tanzanie. Elle se rencontre entre 300 et au moins 1 500 m d'altitude dans les monts Usambara et les monts Magrotto.

## Étymologie
Cette espèce est nommée en l'honneur de George Albert Boulenger.

## Publication originale
- Tornier, 1896 : Reptilien, Amphibien.  In: Möbius, K. (Ed.), Deutsch Ost-Afrika, vol. 3, Die Thierwelt Ost-Afrikas (Part 4). Dietrich Reimer, Berlin, p. 1-164.